# Houhora

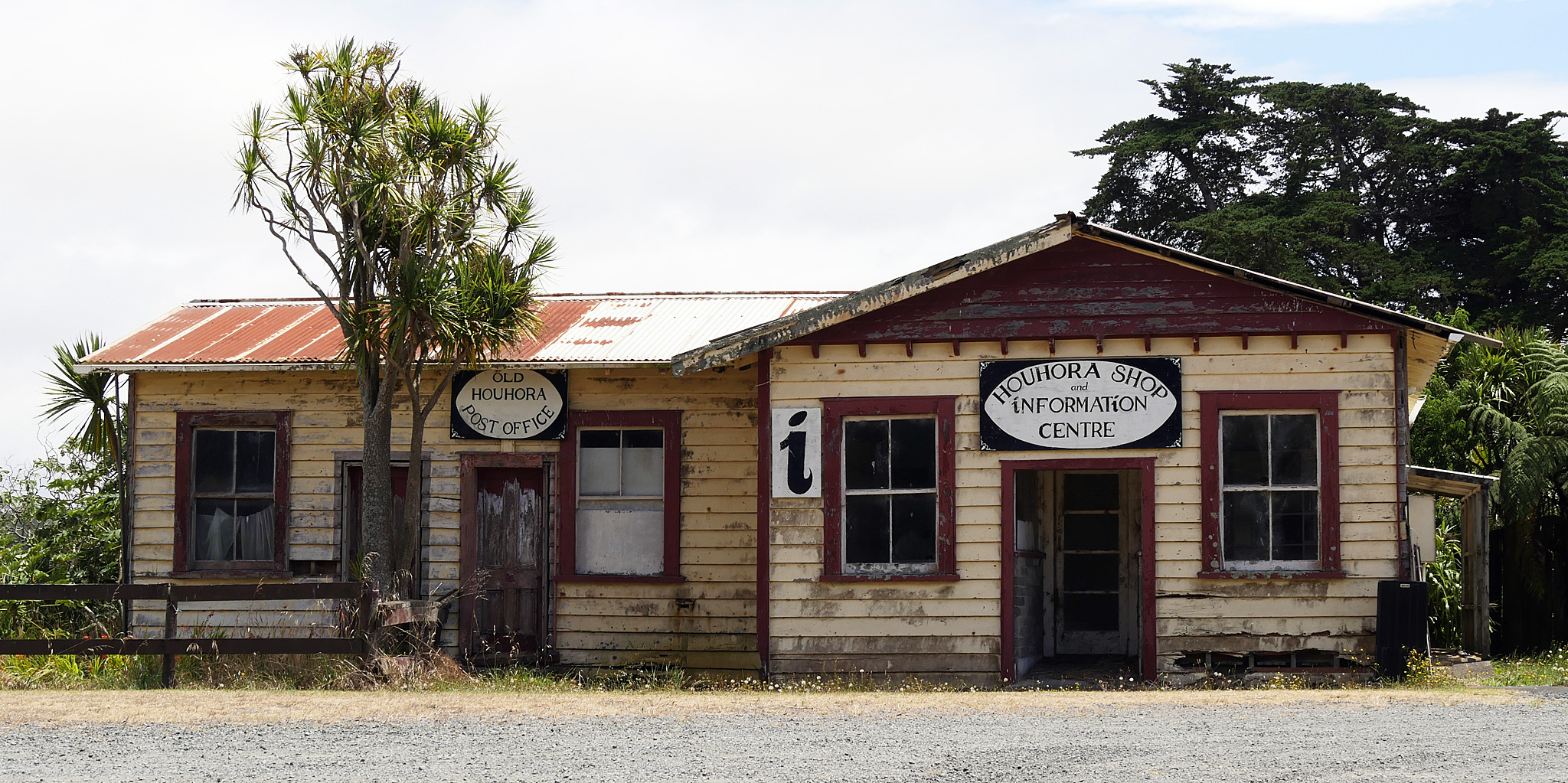
Früheres Postamt der Siedlung

Houhora ist eine kleine Siedlung im Far North District der Region Northland auf der Nordinsel von Neuseeland. 

## Geographie
Die Siedlung liegt rund 30 km nordwestlich von Awanui direkt am Houhora Harbour auf der Aupōuri Peninsula. Knapp 3 km südöstlich befindet sich die Siedlung Pukenui, die über einen kleinen Hafen im Houhora Harbour verfügt.

## Geschichte
Einer Legende des Māori-Stamms Ngāti Kurī nach sah der polynesische Seefahrer Kupe zuerst die bis zu 234 m hohen Houhora Heads, als er Neuseeland entdeckte und hielt diese Formation für einen Wal. Andere Stämme erzählen sich andere Versionen zu Kupes Landung.
Im 14. Jahrhundert war Houhora eine bedeutende Siedlung der Māori. Als am 10. Dezember 1789 der Seefahrer und Entdecker Kapitän James Cook an der Küste von Houhora entlangsegelte, gab er der Bergspitze der Houhora Heads den Namen Mt. Camel und beschrieb die Erhebung in seinem Logbuch als einen Berg, der an einer Wüstenküste steht.
Im 19. Jahrhundert nutzen Walfänger den Houhora Harbour als Ankerplatz und zur Versorgung ihrer Schiffe. Auch die Einwohner starteten seinerzeit in offenen Booten zu eigene Walfangexpeditionen. In dieser Zeit kamen die Familien Wagener, Subritzky und Yates, siedelten um den Houhora Harbour und betrieben Landwirtschaft und Handel. Die Familie Subritzky kam 1843 über Sankt Paulidorf, lebte ein Zeitland mit deutschen Siedlern zusammen und behauptet von sich Neuseelands erste polnische Siedler zu sein. Anschließend zogen sie nach Australien und später nach Houhora, wo sie sich niederließen und einen Familien-Clan aufbauten. 1897 verkaufte die Familie ihr Anwesen an ein Mitglied der Familie Wagner.
Am 9. November 1902 sank die Elingamite vor den Three Kings Islands. Ein Rettungsboot mit Schiffbrüchigen schaffte es bis Houhora, worauf sich dann ein Walfänger auf den Weg machte, um nach weiteren Überlebenden zu suchen.
Das Wagener-Museum in Houhora enthielt eine Sammlung verschiedenster Ausstellungsstücke, darunter eine umfangreiche Sammlung von Meeresmuscheln. Das Museum schloss nach 33 Jahren im Oktober 2003 und die Requisiten wurden auf Auktionen versteigert.

## Bevölkerung
Das neuseeländische Amt Statistics New Zealand weist unter dem Ortsbegriff Houhora eine Einwohnerzahl für 2013 von 930 Einwohnern aus. Doch das Gebiet, unter dem die statistischen Daten zusammengefasst wurden, erstreckt sich über eine Länge von rund 20 km der gesamten Breite der Aupōuri Peninsula und hat mit der hier beschrieben Siedlung außer dem Namen nichts gemein. Entsprechend der Mashbock-Auswertung hat die Siedlung weit weniger als 100 Einwohner.

## Infrastruktur

### Verkehr
Durch Houhora führt der New Zealand State Highway 1 nordwärts bis zum Cape Reinga / Te Rerenga Wairua. Nach Süden verbindet er die Siedlung mit Awanui und etwas weiter mit Kaitaia, das rund 40 km südsüdöstlich liegt.

## Sehenswürdigkeiten
Das Subritzky-Wagner-Haus befindet sich auf der Houhora Heads Road bei den Houhora Heads. Es wurde zu großen Teilen restauriert, steht unter Denkmalschutz und ist der Öffentlichkeit zugänglich.

## Persönlichkeiten
- Lloyd Allan Trigg (1914–1943), Pilot der RNZAF im Zweiten Weltkrieg, Träger des Victoriakreuzes.